# Leucocroton pachyphyllus
Leucocroton pachyphyllus är en törelväxtart som beskrevs av Ignatz Urban. Leucocroton pachyphyllus ingår i släktet Leucocroton och familjen törelväxter. Inga underarter finns listade i Catalogue of Life.